# ユニチカトレーディング
ユニチカトレーディング株式会社（英: UNITIKA TRADING CO., LTD.）は、衣料繊維・産業資材に特化した、日本のメーカー型商社。

## 概要
衣料繊維分野において、化合繊と天然繊維の原糸、原綿からテキスタイル、縫製品について企画、提案、生産、供給までを総合的に手がける。原糸・テキスタイル販売ではユニチカグループ各社をはじめ、国内外の繊維メーカーと連携し、ニーズに応じた製品を供給する。

## 沿革
- 1942年（昭和17年）- 南興物産株式会社として設立。大日本紡績株式会社（現・ユニチカ）の特約店となる。
- 1952年（昭和27年）- 大日本紡績の子会社となる。
- 1970年（昭和45年）- ユニチカ通商株式会社に社名変更。
- 1975年（昭和50年）- 東京都中央区に現東京支社の母体となる営業所を開設。
- 2001年（平成13年）- ユニチカ販売株式会社、ユニチカサービス株式会社の商事部門およびユニチカインテリア株式会社を統合。ユニチカメイト株式会社を子会社とする。
- 2009年（平成21年）- ユニチカファイバー株式会社の衣料部門、ユニチカテキスタイル株式会社及びユニチカサカイ株式会社の営業部門を統合、ユニチカトレーディング株式会社に社名変更。

## 主な事業内容
- 繊維原料、各種繊維製品の製造、加工、販売及び輸出入
- フィルム、樹脂、不織布製品の製造、加工、販売及び輸出入
- 資材等の製造加工及び販売
- 生活関連用品の製造販売

## 事業所
- 東京支社 - 東京都中央区日本橋室町四丁目1番5号　共同ビル
- 札幌営業所 - 札幌市中央区南1条西11丁目327　MSマテリアルビル
- 福井出張所 - 福井市大手三丁目4番1号　福井放送会館4階
- 宇治開発センター - 京都府宇治市宇治戸ノ内5番地
- 淡路倉庫 - 大阪市東淀川区西淡路六丁目4番111号　淡路物流センター内[4]

## 子会社
- ユニチカメイト株式会社
- ユニチカスピニング株式会社
- ユニチカ（北京）貿易有限公司
- ユニチカトレーディングベトナム有限会社
- PT. ユニチカトレーディングインドネシア[4]

## 役員
- 代表取締役社長 - 細田 雅弘
- 取締役 - 山中 伸明
- 取締役 - 渡邊 巧
- 取締役 - 芦田 直彦
- 取締役 - 豊田 明生（非常勤）
- 取締役 - 杉澤 滋（非常勤）
- 監査役 - 細川 勇夫
- 監査役 - 森川 光洋（非常勤）